# Rhomboderella
Rhomboderella, es un género de las mantis, de la familia Mantidae, del orden Mantodea. Es originario de África.

## Especies
- Rhomboderella gabonica
- Rhomboderella parmata
- Rhomboderella scutata
- Rhomboderella thorectes